# Linda Pira
Linda Marie Pira Giraldo, född 25 augusti 1985 i Spånga församling, Stockholms län, är en svensk hiphopmusiker.

## Biografi
Linda Pira växte upp i Hässelby i västra Stockholm. Hennes mor Zulima och far Kjell träffades i Colombia där han bodde i 15 år och drev barer. Innan hon föddes flyttade hennes föräldrar till Sverige. Pira gick gymnasiet på sånglinjen på Fryshuset där hon studerade tillsammans med artister som Lykke Li, Näääk och Sebbe Staxx.
Pira uppmärksammades hösten 2012 när hon medverkade på Stors låt "Rom och Kush". Under sommaren 2013 gav hon ut dubbelsingeln "Bang Bang/Bäng Bäng". I slutet av året gav hon ut EP:n Matriarken, genom Redline Records med The Salazar Brothers som producenter. 
En dokumentär, Linda Pira – som du inte visste om, sändes på SVT Play i sex avsnitt. Dokumentären producerades av Anneli Kustfält och Agnes-Lo Åkerlind.
I mars 2014 gick remixen av "Knäpper mina fingrar" in på Digilistan. På låten medverkar endast kvinnliga artister: Linda Pira, Rawda, Vanessa Falk, Julia Spada, Joy, Sep, Rosh, Kumba och Cleo. Några månader senare samarbetade hon med Dani M på låtarna "Shu katt" och "Överlever allt". 
För sina framgångar blev hon tilldelad priset "Årets nykomling" vid Grammisgalan 2014. Vid P3 Guld-galan 2015 vann Pira i kategorierna "Årets låt" ("Knäpper mina fingrar - remix") och "Årets hiphop/soul".
Under våren 2016 blev Linda Pira programledare i SR P3, tillsammans med Sanna Bråding, för programmet Pira & Bråding i P3. De intervjuade där både kända och okända människor som delade med sig av sina livsöden.
Under 2017 kom singlarna "Låt dom hata" (mars), "Överlever sommaren" (med Pato Pooh i april), "Knas" (juni), "Säg till mig" (med Pablo Paz och Cherrie i november).
År 2018 gjorde hon låten och reklamfilmen för Pantamera.
Under temat "Populärkultur möter samtidens stora frågor" lades dokumentärfilmen Kan Linda Pira fixa varannan vecka-julen? ut på SVT Play 23 december 2018 
Första singeln 2019 kom 27 september, "Gang Gang" tillsammans med Masse (Salazar). 2019 medverkade hon även i protestsången mot vapenvåldet, Lägg ner ditt vapen.
I december 2019 lanserades gigekonomi-appen Workish, där Pira var med och medgrundade. Appen möttes av massiva protester i sociala medier, såväl som kritik från arbetsmarknadsminister Eva Nordmark, då appen ansågs bidra till lönedumpning och osäkra arbetsvillkor.
2020 gjorde Linda Pira debut som författare med boken Konsten att drömma stort. Boken går ut på att stärka läsarens självförtroende och få syn på sina drömmar.
2023 medverkade hon i SVT-serien När hiphop tog över samt i The Island Sverige.

## Diskografi

### Album
- 2019 – Legendarisk

## Priser
- 2014 – Grammisgalan 2014: Årets nykomling.
- 2014 – Award Awards: Årets liveframträdande.[11]
- 2014 – Kingsizegalan: Årets genombrott
- 2014 – Kingsizegalan: Årets EP (Matriarken)
- 2015 – P3 Guld: Årets hiphop/soul
- 2015 – P3 Guld: Årets låt ("Knäpper mina fingrar - remix")
- 2015 – Kingsizegalan: Årets låt ("Knäpper mina fingrar - remix")